# Diane Bui Duyet
Diane Bui Duyet (Numea, 22 dicembre 1979) è una nuotatrice francese, specializzata nello stile farfalla.
Detiene il record mondiale dei 100 m farfalla indoor con il tempo di 55.05 ottenuto a Istanbul il 12 dicembre 2009 in occasione dei campionati europei in vasca corta.

## Palmarès
- Europei in vasca corta

Fiume  2008: argento nei 100m farfalla e bronzo nei 50m farfalla.
Istanbul 2009: argento nei 100m farfalla.
- Giochi del Mediterraneo

Pescara 2009: argento nei 100m farfalla.